# Versuch (StGB-D)
Der Versuch bezeichnet im Strafrecht Deutschlands ein Deliktsstadium, das zwischen strafloser Tatvorbereitung und Tatvollendung liegt. Gemäß § 22 des Strafgesetzbuchs (StGB) liegt ein Versuch vor, wenn der Straftäter nach seiner Vorstellung von der Tat zur Verwirklichung des Tatbestands unmittelbar ansetzt.
Führt der Versuch zur Vollendung eines Tatbestands, ist er für die Strafbarkeit des Täters nicht von Belang; er ist gegenüber der Vollendung subsidiär. Eigenständige Bedeutung besitzt der Versuch hingegen, wenn die versuchte Straftat nicht zur Vollendung gelangt. Hierzu kommt es, wenn der objektive Tatbestand eines Delikts entgegen der Vorstellung des Täters nicht erfüllt wird, etwa, weil der tatbestandsmäßige Erfolg nicht eintritt. So verhält es sich etwa, wenn der Täter sein Opfer töten will, ihm jedoch lediglich dessen Verletzung gelingt. Lediglich ein Versuch liegt ebenfalls vor, wenn der Erfolg zwar eintritt, aber nicht kausal durch den Täter herbeigeführt wird oder ihm nicht objektiv zugerechnet werden kann. An Kausalität fehlt es etwa, wenn das Opfer eines Tötungsdelikts von einem anderen erschossen wird, bevor das vom Täter beigebrachte Gift zu wirken beginnt.
Unter welchen Voraussetzungen der Versuch einer Tat strafbar ist, ergibt sich aus § 23 StGB. Hiernach ist der Versuch bei Verbrechen stets, bei Vergehen nur dann strafbar, wenn dies im Gesetz ausdrücklich angeordnet wird. Als Verbrechen gelten gemäß § 12 Absatz 1 StGB alle Straftaten, die im Mindestmaß mit einer Freiheitsstrafe von einem Jahr bedroht sind. Hierzu zählen etwa Totschlag (§ 212 StGB), Raub (§ 249 StGB) und Brandstiftung (§ 306 StGB).
Der Strafrahmen des Versuchs richtet sich nach dem des versuchten Tatbestands. Der Versuch ist teilnahmefähig, da er eine vorsätzliche und rechtswidrige Haupttat ist. Wer einem anderen folglich bei der Begehung eines Totschlags hilft, ist wegen Beihilfe (§ 27 StGB) strafbar, auch wenn die Haupttat nicht über das Versuchsstadium hinausgelangt.
Unter bestimmten Bedingungen bleibt jemand trotz eines Versuches straffrei, wenn er vom Versuch zurücktritt (§ 24 StGB).

## Entstehungsgeschichte

### Historische Entwicklung der Versuchsstrafbarkeit
Die gegenwärtigen Vorschriften über den Versuch wurden mit Wirkung zum 1. Januar 1975 in das StGB aufgenommen. Sie sollte die Strafbarkeit des bis dahin lediglich in groben Zügen geregelten Versuchs genauer regeln, als es bislang der Fall war. Zuvor war der Versuch in § 43 StGB geregelt, der seit dem 15. Mai 1871 im Reichsstrafgesetzbuch (RStGB), dem Vorläufer des StGB, enthalten war. Hiernach machte sich wegen Versuchs strafbar, wer den Entschluss zur Begehung einer Straftat nach außen hin betätigte. Vorläufer des § 43 RStGB war § 31 des Preußischen Strafgesetzbuchs von 1851, der auf Art. 2 des französischen Code pénal beruhte.
Das Strafgesetzbuch der DDR, das am 1. Juli 1968 in Kraft trat, erklärte Vorbereitung und Versuch einer Straftat in § 21 für strafbar, wenn ein Tatbestand dies ausdrücklich anordnete. Als Versuch definierte die Norm ein Beginnen der Verwirklichung eines Tatbestandsmerkmals.

### Strafzweck des Versuchs
Die herrschende Meinung sieht mit ihrer sogenannten Eindruckstheorie den Strafgrund des Versuches in der allgemeinen Erschütterung des Rechtsfriedens.
Ein von Claus Roxin vertretener dualistischer Ansatz differenziert: Beim tauglichen Versuch besteht der Strafgrund in der Gefährdung des Rechtsgutes, beim untauglichen Versuch in der Erschütterung des Rechtsfriedens.
Nach der objektiven Theorie liegt der Strafgrund des Versuchs in der objektiven Gefährdung eines Rechtsguts durch den Versuch einer Straftat. Diese Auffassung hat sich nicht durchgesetzt, da § 23 Absatz 3 StGB auch den objektiv ungefährlichen untauglichen Versuch für grundsätzlich strafbar erklärt. Auch stellt § 22 StGB nicht auf die objektive Sachlage ab, sondern auf die Perspektive des Täters als maßgeblichen Beurteilungspunkt.
Die insbesondere in der Rechtsprechung vertretene subjektive Theorie erblickt den Strafgrund des Versuchs demgegenüber darin, dass der Täter durch den Versuch einer Straftat einen rechtsfeindlichen Willen betätigt.
Teilweise werden objektive und subjektive Elemente als Strafgrund kombiniert.

## Einordnung des Versuchs in die Stadien eines Delikts

### Täterschaft
Eine Straftat durchläuft bis zu ihrem Abschluss mehrere Stadien.
Zu Beginn steht seine Vorbereitung. Hierbei trifft der Täter die Maßnahmen, die der späteren Durchführung seiner Tat dienen. Die Vorbereitung ist im Regelfall straflos. Allerdings stellen einige Straftatbestände vorbereitende Handlungen unter Strafe. So macht sich etwa gemäß § 263a Absatz 3 StGB strafbar, wer Computerprogramme herstellt oder verbreitet, die der späteren Begehung eines Computerbetrugs dienen.
§ 30 Abs. 2 StGB stellt bestimmte Handlungen vor Versuchsbeginn auf Grund der durch die Gruppendynamik mehrerer Täter erhöhten Gefährlichkeit unter Strafe. Das sind das sich Bereiterklären, das sich Erbieten und das mit einem anderen mittäterschaftliche Verabreden, ein Verbrechen zu begehen oder zu ihm anzustiften.
An die Vorbereitung schließt sich der Versuch an. Beim Versuch bemüht sich der Täter darum, die Merkmale eines gesetzlichen Tatbestands zu erfüllen. Der Versuch eines Verbrechens ist stets strafbar, der Versuch eines Vergehens nur dann, wenn das Gesetz es ausdrücklich bestimmt (§ 23 Absatz 1 StGB).
Sind alle gesetzlichen Tatbestandsmerkmale erfüllt, geht der Versuch in die Deliktsvollendung über. Diese verdrängt die Strafbarkeit wegen Versuchs. An die Vollendung schließt sich die Beendigung an, sobald der Täter seinen Rechtsgutsangriff abgeschlossen hat. Mit Beendigung beginnt gemäß § 78a Satz 1 StGB die Verfolgungsverjährung.
Bei den Unternehmensdelikten, die nicht zwischen Versuch und Vollendung unterscheiden, ist die Strafbarkeit aus kriminalpolitischen Gründen vorverlagert. Es begeht bereits derjenige z. B. einen vollendeten Hochverrat nach § 81 StGB, der Handlungen vornimmt, die bei Vollendungsdelikten lediglich als Versuch zu werten wären.

### Teilnahme
Bei der Strafbarkeit von Beteiligungshandlungen unterscheidet das Gesetz nach der Schwere der Tat und danach, ob jemand im Haupttäter den Tatentschluss zur Begehung einer Tat hervorrufen (Anstiftung) oder diesen nur bei seiner Tathandlung unterstützen wollte (Beihilfe).
Strafbar ist nur der Versuch, einen anderen zu einem Verbrechen anzustiften (§ 30 Abs. 1 StGB). Versuchte Anstiftung liegt vor, wenn der Haupttäter trotz des „Bestimmungsgesprächs“ mit dem Anstifter keinen Tatentschluss fasst, er bereits zuvor einen Tatentschluss (omnimodo facturus) gefasst hatte oder er zwar einen „Tatentschluss“ fasst, diesen dann aber nicht zumindest bis ins Versuchsstadium durchführt. Versuchte Beihilfe ist mangels einer entsprechenden Regelung dagegen straflos.

## Tatbestand des Versuchs
Der Versuch setzt subjektiv einen bestimmt gefassten Tatentschluss und objektiv ein unmittelbares Ansetzen zur Tat voraus. Aufgrund des Erfordernisses eines Tatentschlusses gibt es keinen fahrlässigen Versuch. Dies leitet sich auch aus der Formulierung „…nach seiner Vorstellung…“ ab. Möglich ist allerdings der Versuch eines erfolgsqualifizierten Delikts, da dieses gemäß § 11 Absatz 2 StGB insgesamt als Vorsatzdelikt gilt.

### Tatentschluss
Tatentschluss liegt vor, wenn der Täter über alle subjektiven Deliktsmerkmale verfügt, die der jeweilige gesetzliche Tatbestand erfordert. Jedes Vorsatzdelikt setzt gemäß § 15 StGB voraus, dass der Täter zumindest mit Eventualvorsatz bezüglich des objektiven Deliktstatbestands handelt. Dieser liegt vor, wenn der Täter Kenntnis von dessen Merkmalen hat und den Eintritt des Taterfolgs billigend in Kauf nimmt. Der Vorsatzbegriff entspricht also dem des vollendeten Delikts.
Bestimmte Delikte enthalten darüber hinaus zusätzliche subjektive Merkmale, die zur Annahme eines Tatentschlusses ebenfalls vorliegen müssen. So erfordert etwa eine Strafbarkeit wegen Diebstahls (§ 242 StGB), dass der Täter mit Zueignungsabsicht handelt. Eine Strafbarkeit wegen Betrugs (§ 263 StGB) setzt die Absicht zur Erlangung eines unrechtmäßigen Vermögensvorteils voraus.
Am Tatentschluss fehlt es, wenn der Täter lediglich tatgeneigt ist, also die Möglichkeit der Tatbegehung zwar erwägt, sich jedoch noch nicht hierzu endgültig entschieden hat. Knüpft der Täter die Begehung der Tat allerdings an das Vorhandensein bestimmter Tatumstände, handelt er mit Tatentschluss, da er den Willen zur Begehung einer Tat vorbehaltslos gefasst hat und diesen ohne weiteres umsetzen will, sobald die Bedingung eintritt. Das subjektive Versuchselement liegt damit vor. Der Annahme eines Tatentschlusses steht ebenfalls nicht entgegen, dass sich der Täter vorbehält, vom Versuch zurückzutreten.
Da sich der Tatentschluss aus der Sichtweise des Täters beurteilt, ist für die Strafbarkeit des Täters unerheblich, ob die geplante Tat tatsächlich durchführbar ist. Daher ist auch ein von vornherein untauglicher Versuch strafbar. So macht sich etwa wegen des versuchten Totschlags (§ 212 StGB) strafbar, wer auf einen bereits Verstorbenen in Tötungsabsicht einsticht. Die Strafbarkeit des untauglichen Versuchs, dessen Strafwürdigkeit in der Lehre teilweise bestritten wird, wurzelt in der subjektiven Unrechtsverwirklichung durch den Täter sowie der Gefährdung des Rechtsfriedens, die auch von einem solchen Versuch ausgeht. Verkennt der Täter allerdings aus grobem Unverstand, dass sein Plan einen Tatbestand nicht verwirklichen kann, kann das erkennende Gericht gemäß § 23 Absatz 3 StGB die Strafe mildern oder von Strafe absehen.
Kein Tatentschluss liegt vor, wenn der Täter irrig davon ausgeht, sein Verhalten erfülle einen Straftatbestand. Hierbei handelt es sich lediglich um ein Wahndelikt, das mangels Entschlusses zur Begehung einer tatsächlich verbotenen Handlung straflos ist. Ebenfalls nicht strafbar ist der abergläubische Versuch. Hierbei stellt sich der Täter eine Tatbegehung mittels eines Mittels vor, das nach dem Stand der Wissenschaft den angestrebten Erfolg unmöglich herbeiführen kann. Dies betrifft etwa den Willen zur Tötung durch Verfluchen.

### Unmittelbares Ansetzen
Eine Strafbarkeit wegen Versuchs setzt weiterhin voraus, dass der Täter nach seiner Vorstellung von der Tat unmittelbar zu ihrer Verwirklichung ansetzt. Unter welchen Voraussetzungen ein Verhalten ein unmittelbares Ansetzen darstellt, ist in der Rechtswissenschaft umstritten.

#### Bis 1974
Die Vorgängerregelung des § 22 StGB, der bis 1974 geltende § 43 StGB a. F., bezeichnete den Anfang der Tatausführung als Versuchshandlung. Um diesen Zeitpunkt näher zu bestimmen, bildeten sich in der Rechtswissenschaft unterschiedliche Ansätze heraus. Diese gingen von den unterschiedlichen Deutungen des Strafgrunds des Versuchs aus, sodass sich zunächst rein objektive und rein subjektive Ansätze gegenüberstanden.

Reinhard Frank

Nach der formell-objektiven Theorie lag ein unmittelbares Ansetzen vor, sobald der Täter mit der Verwirklichung eines Tatbestandsmerkmals begann. Diese Theorie gilt mittlerweile als überholt, da sie die Versuchsstrafbarkeit restriktiver handhabt, als es kriminalpolitischen Bedürfnissen entspricht. Zudem ist der Wortlaut des § 22 StGB offener formuliert und erfasst auch solche Handlungen, die der Verwirklichung von Tatbestandsmerkmalen vorgelagert sind. Nach der von Reinhard Frank entwickelte materiell-objektiven Theorie lag demgegenüber ein unmittelbares Ansetzen vor, wenn der Täter durch ein Verhalten, das in einem natürlichen Zusammenhang zu einer tatbestandsmäßigen Handlung stand, das Tatobjekt gefährdete. Durch diesen Ansatzpunkt sollte eine wertende Beurteilung des Geschehens zur Findung einzelfallgerechter Ergebnisse erleichtert werden. Der materiell-objektiven Auffassung wurde allerdings entgegengehalten, dass sie auf ein ungenaues Kriterium zurückgriff und daher keine hinreichend präzise Grenzziehung zwischen Vorbereitung und Versuch ermöglichen konnte. Zudem war nach dieser Auffassung ein unmittelbares Ansetzen beim untauglichen Versuch nicht möglich, was einen Widerspruch zur Anerkennung der Strafbarkeit des untauglichen Versuchs durch den Gesetzgeber darstellt.
Den objektiven Theorien stand die subjektive Theorie gegenüber, die insbesondere in der Rechtsprechung vertreten wurde. Hiernach setzte der Täter unmittelbar zur Tat an, wenn er die Schwelle zum „Jetzt geht es los“ überschritt. Dieser Auffassung wurde entgegengehalten, dass sie durch das alleinige Abstellen auf den Täterwillen zu zufälligen Ergebnissen führe, die eine deutliche Ausweitung der Versuchsstrafbarkeit ermöglichte. Auch sei das Abgrenzungskriterium dieser Auffassung äußerst unbestimmt.
Um die Schwächen der objektiven und subjektiven Theorien zu vermeiden, wurden beide Ansätze schließlich miteinander zu einer objektiv-subjektiven Lehre kombiniert, die sich zur vorherrschenden Auffassung entwickelte.

#### Seit 1975
Durch die 1969 beschlossene Neufassung des § 22 StGB (Inkrafttreten 1. Januar 1975) schloss sich der Gesetzgeber der objektiv-subjektiven Lehre an. Für die Beurteilung des unmittelbaren Ansetzens stellt er sowohl auf die Tätervorstellung als auch auf das Ansetzen zur Tatbestandsverwirklichung ab. Eine Versuchshandlung zeichnet sich infolgedessen gemäß § 22 StGB dadurch aus, dass sie nach dem Willen des Täters unmittelbar zur Herbeiführung des tatbestandlichen Erfolgs dient.
Nach der Neufassung des § 22 StGB wurde die Streitfrage um den richtigen Ansatz zur Definition des unmittelbaren Ansetzens zwar entschieden, jedoch bestehen im Detail noch Unklarheit über die Definition des unmittelbaren Ansetzens. Diese rührt daher, dass die vom Gesetz verwendete Formulierung unscharf ist. Um den vagen Begriff der Unmittelbarkeit zu konkretisieren, bildeten sich in der Rechtswissenschaft zahlreiche unterschiedliche Deutungsansätze heraus, von denen die Sphärentheorie, die Gefährdungstheorie und die Zwischenaktstheorie zu den verbreiteteren zählen.

##### Deutungsansätze
Die Sphärentheorie betrachtet das Eindringen des Täters in die Sphäre des Opfers als unmittelbares Ansetzen zur Tat, wenn zwischen Eindringen und Erfolgsverwirklichung ein enger zeitlicher Zusammenhang besteht.
Nach der Gefährdungstheorie liegt ein Versuch vor, wenn der Täter aus seiner Sicht ein Rechtsgut konkret gefährdet.
Nach der Zwischenaktstheorie (auch Teilaktstheorie) liegt ein unmittelbares Ansetzen vor, wenn der Täter davon ausgeht, dass zwischen seiner Handlung und der Verwirklichung des gesetzlichen Tatbestands kein relevanter Zwischenschritt liegt. Diese Lehre argumentiert damit, dass sie auf alle Deliktsarten anwendbar ist und der gesetzgeberischen Intention nahekommt.

##### Beurteilung in der Rechtspraxis
In der Rechtspraxis werden die genannten Theorien häufig miteinander kombiniert, um eine möglichst präzise Bestimmung des Versuchsbeginns zu ermöglichen. Vor diesem Hintergrund gilt: Ein unmittelbares Ansetzen liegt im Regelfall jedenfalls dann vor, wenn der Täter ein Merkmal eines gesetzlichen Tatbestands verwirklicht. So liegt beispielsweise ein Ansetzen zur Tötung spätestens dann vor, wenn der Täter das Opfer verletzt.
Praktisch problematischer ist die Beurteilung des unmittelbaren Ansetzens, wenn sich der Täter auf die Vornahme einer tatbestandsnahen Handlung beschränkt, die der Verwirklichung eines Tatbestandsmerkmals vorgelagert ist. Eine solche Handlung kennzeichnet, dass der Täter noch nicht mit der Verwirklichung eines Tatbestandsmerkmals begonnen hat. Auch hierin kann ein Versuchsbeginn liegen.
Ein typisches Beispiel für eine tatbestandsnahe Handlung stellen die sogenannten „Klingelfälle“ dar, in denen der Täter an der Tür seines Opfers klingelt, um dieses auszurauben: Will er in einem solchen Fall sofort nach dem Öffnen der Tür losschlagen, sind aus seiner Sicht keine wesentlichen Zwischenakte mehr erforderlich, weshalb er nach überwiegender Auffassung zum Versuch des Raubs unmittelbar ansetzt. Will der Täter jedoch zunächst in die Wohnung des Opfers gelangen, um dort später die Raubhandlungen zu begehen, sind aus seiner Sicht noch wesentliche Zwischenakte erforderlich. Daher stellt das Klingeln in diesem Fall lediglich eine straflose Vorbereitungshandlung dar.
Ein weiteres Beispiel einer tatbestandsnahen Handlung stellt das Auflauern dar. Verbirgt sich der Täter etwa in einem Gebüsch, um sein Opfer zu überfallen, kann bereits hierin ein unmittelbares Ansetzen zur Tat liegen, wenn der Täter aufgrund von Indizien davon ausgeht, dass sein Opfer bald erscheint und ohne wesentliche Zwischenakte gefährdet werden kann.
Schwierigkeiten bereitet schließlich die Beurteilung des unmittelbaren Ansetzens bei Fallen und Distanzdelikten. Diese Fallkonstellationen zeichnen sich dadurch aus, dass der Täter eine Handlung vornimmt, die erst deutlich später zur Gefährdung des Opfers führen soll. So verhält es sich etwa, wenn der Täter eine Bombe im Fahrzeug seines Opfers platziert, um dieses zu töten. Dies stellt spätestens dann ein unmittelbares Ansetzen dar, wenn das Opfer tatsächlich in Gefahr gerät, weil es sich in den Wirkbereich der Falle begibt. Nach vorherrschender Auffassung kann ein unmittelbares Ansetzen jedoch bereits dann angenommen werden, wenn der Täter das Geschehen so aus der Hand gibt, das er den weiteren Kausalverlauf nicht steuern kann.

##### Sonderfälle
Im Zusammenhang mit dem unmittelbaren Ansetzen werden in der Rechtswissenschaft mehrere besondere Fallkonstellationen diskutiert.

###### Regelbeispiele und Qualifikationen
Will der Täter ein qualifiziertes Delikt verwirklichen, kommt es für die Beurteilung des unmittelbaren Ansetzens allein auf das Grunddelikt an. So liegt etwa im Betreten einer fremden Wohnung noch kein unmittelbares Ansetzen zum Wohnungseinbruchsdiebstahl (§ 244 Absatz 1 Nummer 3 StGB). Erforderlich wäre hierfür, dass der Täter zur Wegnahmehandlung unmittelbar ansetzt. Ähnliches gilt für das Ansetzen zur Verwirklichung eines Regelbeispiels.

###### Mittelbare Täterschaft
Umstritten ist in der Rechtswissenschaft, unter welchen Voraussetzungen ein unmittelbares Ansetzen im Fall der mittelbaren Täterschaft angenommen werden kann. Mittelbarer Täter ist gemäß § 25 Absatz 1 Alternative 2 StGB, wer eine Tat durch einen anderen begeht. Dies trifft im Regelfall zu, wenn der Täter bei seinem Opfer einen Umstand ausnutzt, der dessen strafrechtliche Verantwortlichkeit ausschließt; etwa das Fehlen von Vorsatz oder Schuld. Die Beurteilung des unmittelbaren Ansetzens in dieser Fallkonstellation wirft Schwierigkeiten auf, da an einer Tat in mittelbarer Täterschaft mindestens zwei Personen beteiligt sind, der Tatmittler und der mittelbare Täter.
Nach einer Auffassung, die als Gesamtlösung bezeichnet wird, setzt der mittelbare Täter unmittelbar zur Tat an, wenn der Tatmittler unmittelbar ansetzt. Sie argumentiert damit, dass der Mittäter nicht schärfer haften darf als ein Anstifter, bei dem wegen der Akzessorietät der Teilnahme auf das unmittelbare Ansetzen des Vordermanns ankommt.
Nach der Einzellösung setzt der mittelbare Täter demgegenüber bereits dadurch zur Tat an, dass er den Tatmittler beeinflusst. Diese Auffassung argumentiert damit, dass in diesem Stadium auch die Schwelle zum Versuch der Anstiftung überschritten wird.
Rechtsprechung und herrschende Lehre modifizieren die Einzellösung: Sie nehmen ein unmittelbares Ansetzen an, wenn der mittelbare Täter davon ausgeht, alles Erforderliche getan zu haben, um einen gesetzlichen Tatbestand zu verwirklichen. Diese Auffassung argumentiert damit, dass sie die Kriterien des § 22 StGB genauer als die anderen Ansichten umsetze. Oft ist hiernach ein Ansetzen gegeben, wenn der Täter den Tatmittler dazu bewegt hat, eine Tat zu begehen, da aus dessen Sicht oft keine wesentlichen Zwischenschritte erforderlich sind, um das Opfer zu gefährden. Liegen nach seiner Vorstellung zwischen dem Einwirken und der Gefährdung allerdings noch wesentliche Schritte, erfolgt das unmittelbare Ansetzen erst mit der Gefährdung des Opfers durch den Tatmittler.

###### Mittäterschaft
Handeln mehrere Personen als Mittäter (§ 25 Absatz 2 StGB), liegt nach der vorherrschenden Gesamtlösung für alle ein unmittelbares Ansetzen vor, wenn ein Mittäter die Schwelle zum Versuchsbeginn überschreitet. Gemäß § 25 Absatz 2 StGB wird der Beitrag eines Täters den Mittätern als eigener Beitrag zugerechnet.
Umstritten ist in der Rechtswissenschaft die Möglichkeit der Zurechnung, wenn ein lediglich Mittäter zur Tat unmittelbar ansetzt. Hierzu kann es etwa kommen, wenn sich zwei Personen zur Tatbegehung absprechen, von denen einer ein verdeckter Ermittler ist, der die Tat lediglich zum Schein begeht. Nach einer Auffassung, die auch in der Rechtsprechung vertreten wird, ist nach den Grundsätzen des untauglichen Versuchs auch dann eine Zurechnung möglich. Die Gegenauffassung verneint die Möglichkeit einer Zurechnung, da es am erforderlichen gemeinsamen Tatplan fehle.

###### Unterlassen
Beim Versuch des unechten Unterlassungsdelikts liegt nach vorherrschender Auffassung in der Rechtswissenschaft ein unmittelbares Ansetzen vor, wenn der Täter nach seiner Vorstellung durch sein Unterlassen eine neue Gefahrenlage schafft oder eine bestehende verschärft. Nach einer Gegenauffassung setzt der Täter bereits dadurch unmittelbar an, dass er die erste Möglichkeit verstreichen lässt, das Opfer zu retten. Eine andere Auffassung bejaht ein unmittelbares Ansetzen erst, wenn der Täter die letzte Rettungsmöglichkeit nicht ergreift.

## Rechtsfolgen
Der Strafrahmen des Versuchs richtet sich nach dem versuchten Delikt. Gemäß § 23 Absatz 2 StGB kann der Versuch allerdings vom Gericht nach § 49 Absatz 1 StGB milder bestraft werden als die vollendete Tat (Schweiz: Art. 22 Absatz 1 StGB). Ob von der Milderungsmöglichkeit Gebrauch gemacht wird, beurteilt sich im Einzelfall nach den Umständen des Tatgeschehens, etwa der Gefährlichkeit des Versuchs und dessen Nähe zur Vollendung.
Gemäß § 23 Absatz 3 StGB kann die Strafe eines Versuchs gemildert werden oder von Strafe abgesehen werden, wenn der Täter aus grobem Unverstand verkennt, dass der von ihm geplante Versuch nicht zur Vollendung führen kann. Grob unverständig handelt, wer allgemein bekannte und offenkundige Kausalzusammenhänge verkennt. Die Regelung des § 23 Absatz 3 StGB beruht darauf, dass sich der Täter nicht gefährlich verhält.

## Rücktritt
Der Versuchstäter kann sich dadurch von seiner Versuchsstrafbarkeit befreien, dass er von der Tat zurücktritt. Hierbei handelt es sich um einen persönlichen Strafaufhebungsgrund, er wirkt also lediglich für den Beteiligten, in dessen Person die Rücktrittsvoraussetzungen erfüllt sind. Der Rücktritt eines Täters steht damit beispielsweise der Strafbarkeit eines Anstifters oder Gehilfen nicht entgegen.
In der Rechtswissenschaft werden zum Grund der Straflosigkeit des Rücktritts vom Versuch mehrere Ansichten vertreten. Nach einer Ansicht soll sie dem Täter einen Weg zurück in die Rechtsordnung eröffnen. Nach einer anderen Ansicht soll honoriert werden, dass der Täter seine Tat nicht vollendet (Verdienstlichkeitstheorie). Nach einer dritten Ansicht fällt durch die Verhinderung der Tatvollendung das kriminalpolitische Bedürfnis nach einer Bestrafung fort („Strafzwecktheorie“).
Die Grundlagen des Rücktritts sind in § 24 StGB geregelt. Im Detail wirft die komplexe Vorschrift zahlreiche Rechtsfragen auf. Allgemein gilt, dass ein Rücktritt nur dann möglich ist, solange die Tat nicht fehlgeschlagen ist. Auch ist ein Rücktritt vom beendeten Versuch grundsätzlich ausgeschlossen, wenn der Erfolg trotz aller Rücktrittsbemühungen eintritt. Stirbt also das Opfer doch noch im Krankenhaus, ist der Täter dann wegen eines vollendeten Tötungsdelikts strafbar, sofern ihm dieser Erfolg auch zuzurechnen ist. Die Voraussetzungen des Rücktritts richten sich maßgeblich danach, ob der Täter alleine (§ 24 Absatz 1 StGB) oder mit mehreren zusammen handelt (dann § 24 Absatz 2 StGB). Notwendige Voraussetzung für alle Rücktrittsalternativen des § 24 StGB ist schließlich, dass der Täter freiwillig handelt.

### Ausschluss des Rücktritts durch Fehlschlagen der Tat
Ein Rücktritt ist von vornherein ausgeschlossen, wenn der Versuch des Täters fehlschlägt. Den Fehlschlag kennzeichnet, dass der Täter davon ausgeht, den Erfolg zumindest nicht mehr ohne zeitliche Zäsur herbeiführen zu können, er also mit seinem Tatplan gescheitert ist.
Steht dem Täter lediglich eine Gelegenheit zur Vollendung der Tat zur Verfügung, gilt der Versuch als fehlgeschlagen, wenn diese Gelegenheit nicht zum Erfolg führt.
Schwieriger ist die Beurteilung, wenn dem Täter mehrere Gelegenheiten zur Tatbestandsverwirklichung zur Verfügung stehen. So verhält es sich beispielsweise, wenn der Täter eine Waffe mit mehreren Patronen hat, sodass er mehrfach versuchen kann, sein Opfer zu erschießen. Umstritten ist in der Rechtswissenschaft, wie der Begriff der Tat in § 24 Absatz 1 Satz 1 StGB zu deuten ist. Nach der Einzelaktstheorie meint Tat einen Akt, der aus Sicht des Täters den Erfolg herbeiführen kann. Hiernach läge im Beispielfall ein fehlgeschlagener Tötungsversuch vor, wenn es dem Täter nicht gelingt, sein Opfer durch den ersten Schuss zu töten. Die vorherrschende Gesamtbetrachtungslehre betrachtet demgegenüber das gesamte Tatgeschehen als einheitliche Tat. Hiernach träte im Beispielfall ein Fehlschlag erst ein, wenn der Täter alle Patronen vergeblich verschießt und davon ausgeht, sein Opfer im Rahmen des Tatgeschehens auch nicht auf andere Weise töten zu können.
Der Fehlschlag ist zum untauglichen Versuch abzugrenzen, welcher im Gegensatz zum Fehlschlag dadurch gekennzeichnet ist, dass der Erfolg wegen der Untauglichkeit des Objektes, des Mittels oder des Subjekts schon ursprünglich gar nicht erst hätte eintreten können. Ein Rücktritt vom unerkannten untauglichen Versuch ist aber weiterhin möglich, allerdings unter den zusätzlichen Voraussetzungen des § 24 Absatz 1 Satz 2 StGB. Beim erkannt untauglichen Versuch ist ein Rücktritt ausgeschlossen, da kein subjektives Bemühen zur hypothetischen Vollendung der Tat mehr möglich ist.
Umstritten ist in der Rechtswissenschaft, ob ein Rücktritt in Frage kommt, wenn der Täter lediglich deshalb von der Tat ablässt, weil er durch sein bisheriges Handeln ein außertatbestandliches Ziel erreicht hat. So verhält es sich etwa, wenn der Täter sein Opfer zwecks Einschüchterung zunächst mit Tötungsvorsatz mit einem Messer verletzt, von weiteren Angriffen jedoch absieht, weil er davon ausgeht, das Opfer sei hinreichend eingeschüchtert. Nach Auffassung der Rechtsprechung und der herrschenden Lehre steht die außertatbestandliche Zielerreichung einem Rücktritt nicht entgegen: Für den Rücktritt vom Tötungsdelikt sei allein der Wille bezüglich der Tötung maßgeblich, weil der gesetzliche Tatbestand allein hierauf abstelle. Nach einer Gegenauffassung ist ein Rücktritt ausgeschlossen, da der Täter durch das Ablassen vom Opfer keine honorierbare Leistung erbringt.

### Anforderungen an das Verhalten des Zurücktretenden

#### Rücktritt des Alleintäters, §24 Absatz1 StGB
Die Rücktrittsvoraussetzungen richten sich gemäß § 24 Absatz 1 Satz 1 StGB primär danach, ob der Versuch unbeendet oder beendet ist. Dies beurteilt sich maßgeblich nach der Vorstellung des Täters zum Zeitpunkt der letzten Handlung, dem Rücktrittshorizont.
Unbeendet ist der Versuch, wenn der Täter nach seiner Vorstellung noch nicht alles Erforderliche getan hat, um die Verwirklichung des Tatbestandes herbeizuführen. Für den Rücktritt genügt in diesem Fall das bloße freiwillige Aufgeben der weiteren Tatausführung, § 24 Absatz 1 Satz 1 Alternative 1 StGB. Klassisches Beispiel sind Gewissensbisse, die den Täter bei der Tatausführung überkommen und ihn dazu bewegen, sein Vorhaben aufzugeben.
Beendet ist dagegen der Versuch, wenn der Täter nach seiner Vorstellung für die Tatbestandsverwirklichung alles Erforderliche getan hat. Für einen wirksamen Rücktritt genügt das bloße Aufgeben der weiteren Tatausführung dann freilich nicht mehr. Vielmehr muss der Täter den Eintritt des tatbestandsmäßigen Erfolgs verhindern, § 24 Absatz 1 Satz 1 Alternative 2 StGB. Dies geschieht durch das Ingangsetzen eines Kausalverlaufs, der zur Nichtvollendung der Tat führt. Nach einer in der Rechtslehre vertretenen Ansicht muss sich der Täter darüber hinausgehend bestmöglich um die Nichtvollendung bemühen, da eine Straflosigkeit erst dann angemessen sei.
Gemäß § 24 Absatz 1 Satz 2 StGB kommt eine Strafbefreiung durch Rücktritt auch dann in Frage, wenn das Verhalten des Täters nicht für die Nichtvollendung des Delikts ursächlich wird. Allerdings muss er sich hierfür ernsthaft um die Nichtvollendung bemühen. Durch das Kriterium der Ernsthaftigkeit werden die Anforderungen an das Täterverhalten nach vorherrschender Auffassung gegenüber § 24 Absatz 1 Satz 1 Alternative 2 StGB erhöht; der Täter muss alles aus seiner Sicht Erforderliche tun, um die Vollendung zu verhindern. Diese Verschärfung beruht darauf, dass der Täter die Gefahrenlage objektiv nicht verringert, sodass er sich die Straffreiheit durch ein besonders billigenswertes Bemühen erarbeiten muss.

#### Rücktritt bei mehreren Beteiligten
§ 24 Absatz 2 StGB regelt den Rücktritt bei mehreren Tatbeteiligten. Hier muss der Rücktrittswillige den Erfolg der Tat verhindern. Diese Verschärfung gegenüber § 24 Absatz 1 StGB beruht darauf, dass die Gefahr für das bedrohte Rechtsgut bei einer Beteiligung mehrerer größer ist, weshalb die bloße Nichtfortführung der Tat durch einen Beteiligten grundsätzlich nicht genügt, um Straflosigkeit zu erlangen.
Wesentlich ist, dass der Rücktritt nur für den Beteiligten gilt, der die Voraussetzungen in eigener Person erfüllt. Im Gegensatz zu § 24 Absatz 1 StGB unterscheidet § 24 Absatz 2 StGB nicht zwischen unbeendeten und beendeten Versuchen.

#### Rücktritt vom unechten Unterlassungsdelikt
Besondere Probleme weist der Rücktritt vom Versuch des unechten Unterlassungsdeliktes auf.
Ein Problem liegt beispielsweise in der Frage, ob es den unbeendeten Versuch eines unechten Unterlassungsdelikts überhaupt geben kann, weil der tatbestandliche Erfolg regelmäßig ohne weiteres Zutun des Unterlassungstäters eintritt, sodass zum Rücktritt ein aktives Eingreifen erforderlich ist. Allerdings unterscheidet eine Ansicht trotzdem zwischen beendetem und unbeendetem Versuch. Dabei wird darauf abgestellt, ob der Erfolg nach Tätervorstellung gerade durch die ursprünglich gebotene Handlung abgewendet werden kann, dann wäre der Versuch unbeendet (§ 24 Absatz 1 Satz 1 Alternative 1 StGB), oder es zusätzlicher Maßnahmen bedarf, weshalb der Versuch als beendet anzusehen sei (§ 24 Absatz 1 Satz 1 Alternative 2 StGB).

### Freiwilligkeit
Ein Rücktritt kommt schließlich nur in Frage, wenn das Rücktrittsverhalten des Täters freiwillig ist. Freiwilligkeit liegt nach vorherrschender Meinung vor, wenn der Täter aus autonomen Motiven heraus handelt. Dies ist gegeben, wenn der Täter in Bezug auf den Rücktritt Herr seiner Entschlüsse ist. So verhält es sich etwa, wenn der Täter von der Tat aus Gewissensbissen oder aus Furcht vor Strafe ablässt. Kein autonomes Handeln liegt demgegenüber beispielsweise vor, wenn der Täter die Tat aufgibt, weil er fürchtet, ansonsten durch einen Dritten entdeckt zu werden. Darüber hinaus ist die Tätermotivation nach Ansicht der Rechtsprechung unerheblich. Nach einer Gegenauffassung muss der Täter demgegenüber ein Motiv verfolgen, das im Einklang mit den Zwecken des § 24 StGB steht, zu denen neben dem Opferschutz insbesondere die Rückkehr in die Legalität zählt.

### Rücktritt vom Versuch der Beteiligung
§ 31 StGB eröffnet den strafbefreiende Rücktritt von der versuchten Beteiligung. Die Regelung unterscheidet nach den verschiedenen Begehungsvarianten des § 30 StGB. Nur nach dem sich Bereiterklären genügt die bloße Aufgabe des Vorhabens (§ 31 Absatz 1 Nr. 2 StGB). Bei der versuchten Anstiftung und der Verbrechensverabredung wird ein Verhindern der Tat gefordert (§ 31 Absatz 1 Nr. 1 und 3 StGB). In Fällen des § 31 Absatz 2 StGB genügt ernsthaftes Bemühen.

### Tätige Reue
Scheidet ein Rücktritt aus, weil die Tat vollendet ist, kommt bei bestimmten Delikten eine Straflosigkeit oder zumindest eine Strafmilderung durch tätige Reue in Frage. Eine tätige Reue ist insbesondere bei den Delikten vorgesehen, bei denen die Spanne zwischen Versuch und Vollendung vergleichsweise klein ist. Dies trifft etwa bei Unternehmensdelikten zu.